# Catopsis nutans
Catopsis nutans är en gräsväxtart som först beskrevs av Olof Swartz, och fick sitt nu gällande namn av August Heinrich Rudolf Grisebach. Catopsis nutans ingår i släktet Catopsis och familjen Bromeliaceae. Inga underarter finns listade i Catalogue of Life.